# Ravendúz
Ravendúz (Rawāndūz, arabul:  رواندوز , kurd nyelven: Rwandiz) város Észak-Irakban, Erbíl kormányzóságban, az iraki Kurdisztánban, közel az iráni határhoz. Lakosainak többsége kurd, kevés asszír kisebbséggel. Lakossága a 2008. évi becslések szerint 95 089 fő volt.

## Története
Ravendúzt már az ókori források is említették.
1399-1835 között Ravendúz a Soran Emirátus fővárosa volt, utolsó uralkodója Mohamed Rewanduz pasa, kinek bukása után a város elvesztette jelentőségét.
Az első világháború idején, 1915-ben az oroszok rombolták le a várost, majd 1922-ben rövid időre a törökök foglalták el, majd 1923-ban a brit hadsereg.
Később az bagdadi kormányerők elleni kurd ellenállás központja lett.
A környék (Kurdisztáni-hegység) sok barlangjában tártak fel őskori maradványokat. Ezek legérdekesebbike  a Sanidár-barlang, mely Ravendúztól északra, kb. 50 km-re található a Nagy-Záb völgyének egyik délkeleti lejtőjén.
A barlang 53 méter széles, több mint 40 méter mély, 13 méter magas. A barlangot már a középső paleolit korban is lakták. Innen az i. e. 60 000 és 40 000 közötti időszakból hét neandervölgyi ember koponyája került elő. A feltárások során kiderült, hogy az egykor itt élők az i. e. 10. évezredben már háziállatokat is tartottak. A barlangot a későbbiek során is használták.  A kurd pásztorok még napjainkban is használják téli menedékként. Ravendúz közelében található Irak két legnagyobb vízesése, a Geli Ali Beg és a Bekhál.
- A Ravendúz folyó kanyonja
- A Sanidár-barlang